# Lugoj
Lugoj là một đô thị thuộc hạt Timiș, România. Dân số thời điểm năm 2002 là 44571 người.